# The Honky Tonk Man (catch)
Pour les articles homonymes, voir The Honky Tonk Man.
Roy Wayne Farris (né le 25 janvier 1953) est un ancien catcheur professionnel de la World Wrestling Entertainment connu sous le nom de The Honky Tonk Man.

## Carrière
Il est le second catcheur au plus long règne pour le titre intercontinental avec 64 semaines.
Lors de WWE Cyber Sunday 2008, il remporte les votes des fans avec 35 % des voix pour le WWE Intercontinental Championship face à Santino Marella, il remporte le match par disqualification mais pas le titre.
Le 4 avril 2009, The Honky Tonk Man a fait entrer Koko B. Ware dans le WWE Hall of Fame.
Lors du Raw du 28 octobre 2009, il est comme Roddy Piper et Goldust commentateur spécial du match qui oppose Santino Marella à Charlie Haas. Pendant le match le champion l'attaque en le giflant, mais il réplique, avec l'aide de Goldust et Pipper, en assommant Marella avec sa guitare.
En 2010, la WWE lui a proposé de l'introduire dans le WWE Hall of Fame, mais il a refusé. 
Le 27 juillet 2012, la WWE rajoute Honky Tonk Man à sa section Alumni. Début Avril 2013, il signe avec la WWE pour quelques années.
Le 26 février 2019, CBS Sports (relayé par le compte Twitter de la WWE) annonce qu'il va être introduit au Hall of Fame de la WWE,.

### Juggalo Championship Wrestling
Lors de Oddball Brawl, il bat Bill Martel dans un Guitar Match.

## Palmarès
- All Pro Wrestling

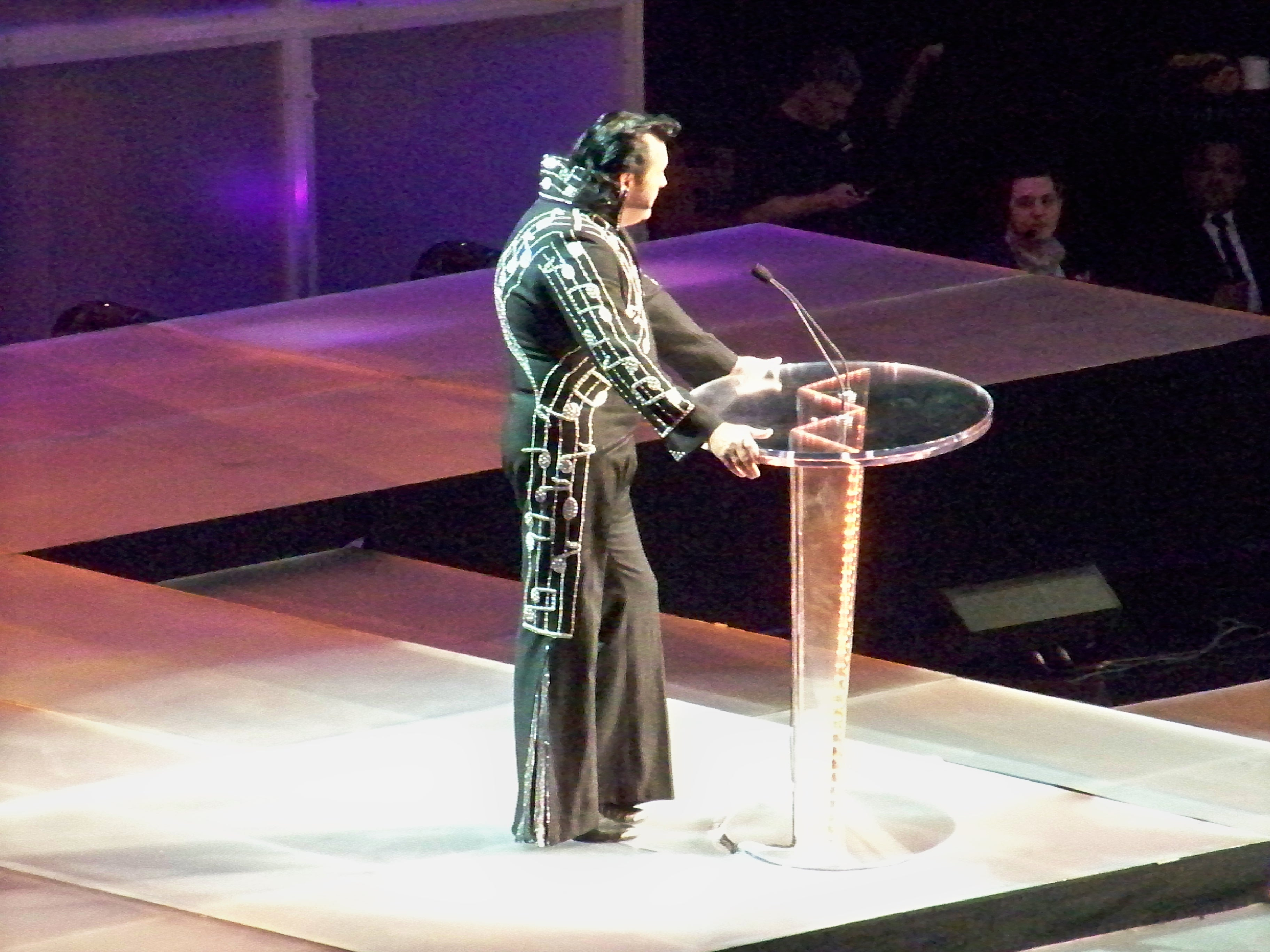
The Honky Tonk Man en 2009.

  - APW Universal Heavyweight Champion (1 fois)

- Big Time Wrestling
  - BTW Champion (1 fois)

- Mid-Eastern Wrestling Federation
  - EWF Heavyweight Champion (1 fois)

- NWA Mid-America / Continental Wrestling Association
  - AWA Southern Tag Team Champion (4 fois) avec Larry Latham (en) (3) et Tojo Yamamoto (1)
  - NWA Mid-America Tag Team Champion (3 fois) avec Larry Latham

- Northern States Wrestling Alliance
  - NSWA Tag Team Championship (1 fois) avec Greg Valentine

- Pro Wrestling Illustrated
  - Classé 170e des 500 meilleurs catcheurs en 1991[4]

- Southeastern Championship Wrestling
  - NWA Alabama Heavyweight Champion (1 fois)
  - NWA Southeastern Heavyweight Champion (Northern Division) (1 fois)
  - NWA Southeastern Tag Team Champion (1 fois) avec Ron Starr
  - NWA Southeastern United States Junior Heavyweight Champion (1 fois)

- Stampede Wrestling
  - Stampede International Tag Team Champion (3 fois) avec Ron Starr (2) et The Cuban Assassin (1)[5]
  - Stampede North American Heavyweight Champion (1 fois)[6]

- Ultimate Championship Wrestling
  - UCW Tag Team Champion (1 fois) avec Bushwacker Luke

- World Wrestling Council
  - WWC Caribbean Heavyweight Champion (1 fois)

- World Wrestling Federation
  - WWF Intercontinental Heavyweight Championship (1 fois)[7]
  - Membre du WWE Hall Of Fame depuis 2019
- XJAM Pro Wrestling
  - XJAM Champion (1 fois)